# Petit-chablis
Pour les articles homonymes, voir Chablis.
Le petit-chablis est un vin d'appellation d'origine contrôlée produit autour de Chablis, dans le vignoble de Chablis (ou du Chablisien), dans le département de l'Yonne.
Il s'agit de l'appellation d'entrée de gamme du vignoble de Chablis, précédant dans la hiérarchie celles considérées comme « supérieures » que sont le chablis (comprenant plusieurs chablis premiers crus) et le chablis grand cru. Le petit-chablis représentait 22 % de la production du vignoble de Chablis en 2023.

## Historique
L'appellation petit-chablis est reconnue officiellement par le décret du 5 janvier 1944 (sous le régime de Vichy), se démarquant du chablis par une aire d'appellation plus excentrée (mais sur les mêmes communes), ainsi que par l'absence de la mention spécifique du Kimméridgien, « à l'exclusion des parcelles situées sur des alluvions modernes ou sur des limons des plateaux » ; vingt communes sont concernées : Chablis, Chichée, Chemilly-sur-Serein, Poilly-sur-Serein, Préhy, Fleys, Rameau (hameau de Collan), Courgis, Beines, Poinchy, Maligny, Milly, Béru, La Chapelle-Vaupelteigne, Villy, Lignorelles, Ligny-le-Châtel, Fontenay, Fyé et Viviers.
En 1973, les communes de Fyé, Milly, Poinchy et Chablis fusionnent. En même temps que sa voisine l'AOC chablis, le petit-chablis voit son aire d'appellation modifié en 1976 et en 1978 (retrait de Ligny-le-Châtel et de Viviers). Le cahier des charges de l'appellation a été modifié dernièrement en mars 2003 (remplacement du mot « beaunoy » par le chardonnay et hausse des rendements), en août 2005 (vignes d'au moins deux ans), en octobre 2009 (retour de Ligny-le-Châtel et de Viviers), puis en décembre 2011 et en décembre 2023.

## Situation géographique
La production du raisin, sa récolte, la vinification, l'élaboration et l'élevage des vins sont assurés sur le territoire des 17 communes du département de l'Yonne suivantes : Beine, Béru, Chablis, La Chapelle-Vaupelteigne, Chemilly-sur-Serein, Chichée, Collan, Courgis, Fleys, Fontenay-près-Chablis, Lignorelles, Ligny-le-Châtel, Maligny, Poilly-sur-Serein, Préhy, Villy et Viviers.

### Orographie et géologie
La situation du vignoble producteur de petit chablis est à la périphérie du vignoble de Chablis, hors des limites des AOC plus prestigieuses que sont les chablis et les chablis grand cru. Il est établi sur le haut des coteaux escarpés des deux rives du Serein et situé entre 230 et 280 mètres d'altitude. Le sous-sol est constitué de calcaires du Tithonien (l'ancien Portlandien) pour les plateaux et de marnes du Kimméridgien pour les coteaux,,.

### Climatologie
Le climat chablisien est tempéré océanique, avec des tendances continentales. Le gel touche ce vignoble au moment du début du printemps.

## Vignoble

### Présentation
L'aire de production est située dans le département de l'Yonne, dans la subdivision du vignoble de la Basse-Bourgogne qu'est le vignoble de Chablis. Sa superficie est de 1 286 hectares en 2023 avec une production de 96 738 hectolitres. Elle était de 713 ha en 2005 et de 782 ha en 2008.

### Encépagement
Le cépage exclusif de l'appellation est le chardonnay B. Ses grappes sont relativement petites, cylindriques, moins denses que celles du pinot noir N, constituées de grains irréguliers, assez petits, de couleur jaune doré. De maturation de première époque comme le pinot noir N, il s'accommode mieux d'une humidité de fin de saison avec une meilleure résistance à la pourriture s'il n'est pas en situation de forte vigueur. Il est sensible à l'oïdium et à la flavescence dorée. Il débourre un peu avant le pinot noir N, ce qui le rend également sensible aux gelées printanières. Les teneurs en sucre des baies peuvent atteindre des niveaux élevés tout en conservant une acidité importante, ce qui permet d'obtenir des vins particulièrement bien équilibrés, puissants et amples, avec beaucoup de gras et de volume.

### Méthodes culturales

#### Travail manuel
Ce travail commence par la taille, en « guyot simple », avec une baguette de cinq à huit yeux et un courson de un à trois yeux. La « taille Chablis » qui est une taille mixte en éventail et la taille en « cordon de Royat » sont également pratiqués. Le tirage des sarments suit la taille. Les sarments sont enlevés et peuvent être brûlés ou mis au milieu du rang pour être broyés. On passe ensuite aux réparations. Puis vient le pliage des baguettes. Éventuellement, après le pliage des baguettes, une plantation de nouvelles greffes est réalisée. L'ébourgeonnage peut débuter dès que la vigne a commencé à pousser. Cette méthode permet, en partie, de réguler les rendements. Le relevage est pratiqué lorsque la vigne commence à avoir bien poussé. En général, deux à trois relevages sont pratiqués. La vendange en vert est pratiquée de plus en plus dans cette appellation. Cette opération est faite dans le but de réguler les rendements et surtout d'augmenter la qualité des raisins restants. Pour finir avec le travail manuel à la vigne, se réalise l'étape importante des vendanges.

#### Travail mécanique
L'enjambeur est d'une aide précieuse. Les différents travaux se composent du broyage des sarments, réalisé lorsque les sarments sont tirés et mis au milieu du rang ; de trou fait à la tarière, là où les pieds de vignes sont manquants, en vue de planter des greffes au printemps. De labourage ou griffage, réalisé dans le but d'aérer les sols et de supprimer des mauvaises herbes. De désherbage fait chimiquement pour tuer les mauvaises herbes. De plusieurs traitements des vignes, réalisés dans le but de les protéger contre certaines maladies cryptogamiques (mildiou, oïdium, pourriture grise, etc.) et certains insectes (eudémis et cochylis). De plusieurs rognages consistant à reciper ou couper les branches de vignes (rameaux) qui dépassent du système de palissage. Des vendanges mécaniques se réalisant avec une machine à vendanger ou une tête de récolte montée sur un enjambeur.

### Rendements
Le rendement maximum autorisé par le cahier des charges est de 60 hectolitres par hectare (le rendement de base), pouvant monter sous condition jusqu'à 70 hl/ha (le rendement butoir).
Les données de production des années récentes, telles que publiées par les Douanes, sont les suivantes :
| Année | Superficie (ha) | Production (hl) | Rendement (hl/ha) |
| ----- | --------------- | --------------- | ----------------- |
| 2020  | 1 238           | 62 255          | 50                |
| 2021  | 1 230           | 32 768          | 27                |
| 2022  | 1 256           | 82 554          | 66                |
| 2023  | 1 286           | 96 738          | 75                |
| 2024  | 1 296           | 41 892          | 32                |

Le vignoble de Chablis est sensible aux aléas climatiques, ce qui explique la variabilité des rendements. Les excédents de production des années 2022 et 2023 ont d'ailleurs pu être utilisés en volume complémentaire individuel (VCI) pour compenser la faible récolte de 2024, fortement impactée par le gel d'avril et la grêle du 1er mai 2024,,.

## Vins
La production déclarée en 2005 a été d'un total de 41 887 hectolitres (un hectolitre = 100 litres = 133 bouteilles de 75 cl).

### Titres alcoométriques volumiques
| AOC                           | Blanc     | Blanc      |
| Titre alcoométrique volumique | minimal   | maximal    |
| Petit-chablis                 | 9,5 % vol | 12,5 % vol |

### Vinification et élevage
Voici les méthodes générales de vinification pour cette appellation. Il existe cependant des petites différences de méthode entre les différents viticulteurs, négociants et caves coopératives.

#### Vinification en blanc

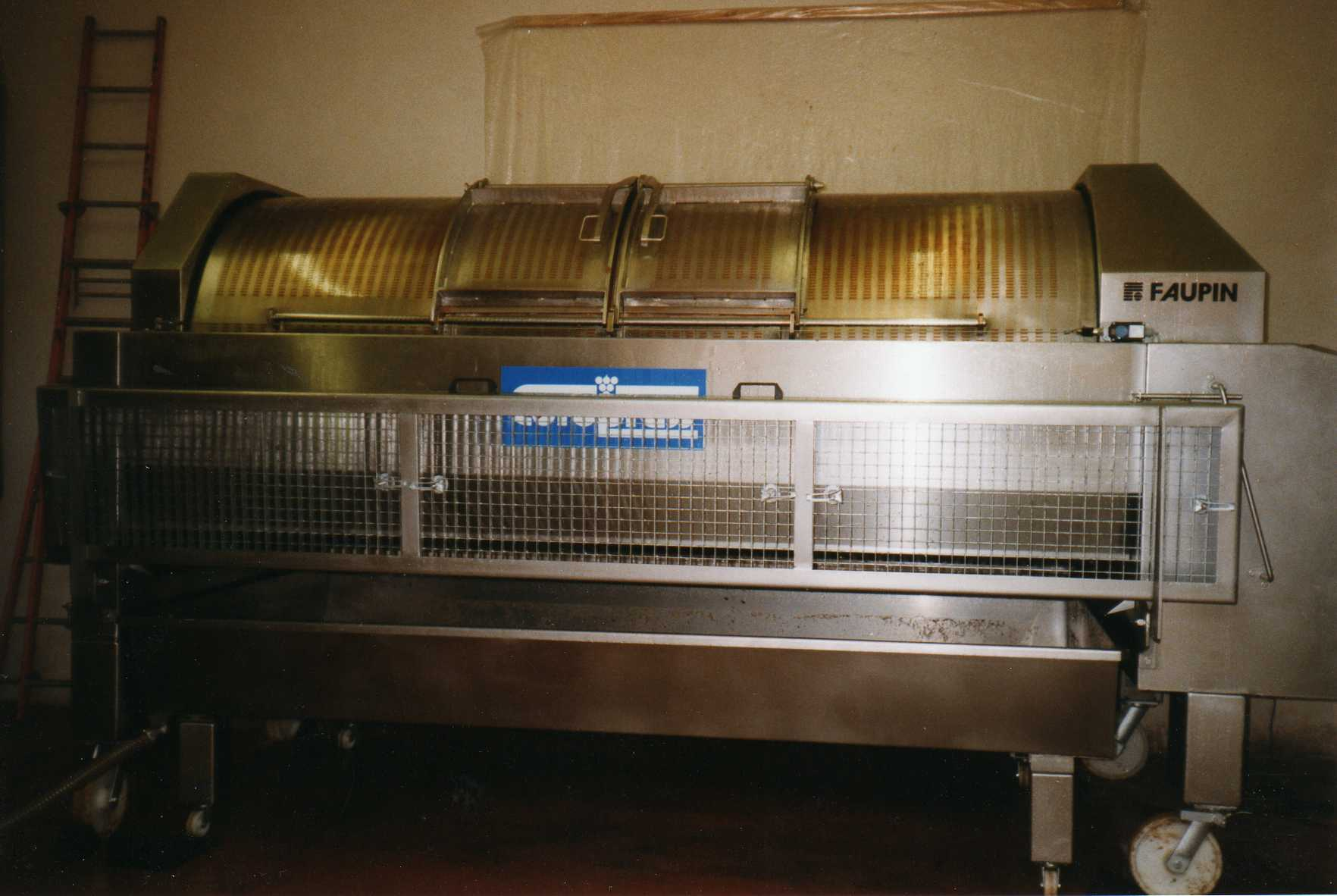
Pressoir pneumatique servant au pressurage.

La récolte est manuelle ou mécanique et peut être triée. Les raisins sont ensuite transférés dans un pressoir pour le pressurage. Une fois le moût en cuve, le débourbage est pratiqué généralement après un enzymage. À ce stade, une stabulation préfermentaire à froid (environ 10 à 12 degrés pendant plusieurs jours) peut être recherchée pour favoriser l'extraction des arômes. Mais le plus souvent, après 12 à 48 heures, le jus clair est soutiré et mis à fermenter. La fermentation alcoolique se déroule avec un suivi tout particulier pour les températures qui doivent rester à peu près stables (18 à 24 degrés). La chaptalisation est aussi pratiquée pour augmenter le titre alcoométrique volumique si nécessaire. La fermentation malolactique est réalisée en fûts ou en cuves. Les vins sont élevés « sur lies », en fûts, dans lesquels le vinificateur réalise régulièrement un « bâtonnage », c'est-à-dire une remise en suspension des lies. Cette opération dure pendant plusieurs mois au cours de l'élevage des blancs. À la fin, la filtration du vin est pratiquée pour rendre les vins plus limpides. La mise en bouteille clôture l'opération.

### Gastronomie
Les petit-chablis ont une couleur (une robe) or pâle avec quelques reflets verts ; le nez est souvent avec des arômes minéraux (pierre à fusil), des notes florales (aubépine, ou acacia) et parfois fruitées (pamplemousse, ou citron). En bouche, le vin est vif grâce à une bonne acidité, avec un retour minéral.
Vin de plaisir, le petit-chablis se sert nature à l'apéritif, ou avec les plats de fruits de mer (huîtres) et de poissons, ou encore avec les plats régionaux comme l'andouillette, les escargots de Bourgogne ou les fromages de chèvre frais. La durée de garde de cette AOC est de un à deux ans et se sert entre 8 et 10 °C.

## Économie

### Commercialisation
La commercialisation de cette appellation se fait par divers canaux de vente : dans les caveaux du viticulteur, dans les salons des vins (vignerons indépendants, etc.), dans les foires gastronomiques, par exportation, dans les cafés-hôtels-restaurants (C.H.R.), dans les grandes et moyennes surfaces (G.M.S.).

### Structure des exploitations
Il existe des domaines de tailles différentes. Ces domaines mettent tout ou une partie de leurs propres vins en bouteilles et s'occupent aussi de le vendre. Les autres, ainsi que ceux qui ne vendent pas tous leurs vins en bouteilles, les vendent aux maisons de négoce.
Les caves coopératives et leurs apporteurs sont des vignerons. Ces derniers peuvent leur amener leurs récoltes, ou bien la cave coopérative vendange elle-même (machine à vendanger en général). 
Les maisons de négoce achètent leurs vins, en général, en vin fait (vin fini) mais parfois en raisin ou en moût. Elles achètent aux domaines et passent par un courtier en vin qui sert d'intermédiaire moyennant une commission de l'ordre de 2 % à la charge de l'acheteur.

### Listes des producteurs
Domaine Alexandre Guy et Olivier, Domaine Bachelier, Domaine Besson Alain, Maison Bouchard Pascal, Domaine Brocard Jean-Marc, Domaine Brossolette Jean-Jacques, Cave du Connaisseur, Caveau Laroche, Caves du Pelerin, La Chablisienne, Domaine du Château du Val de Mercy, Domaine Collet Jean et Fils, Domaine Courtault Jean Claude, Domaine d'Anthony, Domaine Dauvissat Agnès et Didier, Domaine Dauvissat Vincent, Domaine de Perdrycourt, Domaine Defaix Bernard, Domaine de Cauroy, Domaine de Chaude Ecuelle, Domaine Jean-Paul & Benoît Droin, Domaine de Guette Soleil, Domaine de L'Orme, Domaine de la Borde, Domaine de la Motte, Domaine de Pisse-Loup, Domaine des Airelles, Domaine des Carrieres, Domaine des Ormes, Domaine du Chardonnay, Domaine du Château du Val de Mercy, Domaine Les Temps Perdus, Dominique Gruhier, Domaine Durup Jean-Pierre et Fils, Domaine Ellevin, Domaine Fournier Gilles, Domaine Fourrey, Domaine Gabrielle Denis, Domaine GARNIER, Domaine Gautheron Alain et Cyril, Domaine Geoffroy Alain, Domaine George, Domaine Goisot Anne et Arnaud, Domaine Goublot-Longhi, Domaine Goulley Jean et Fils, Domaine Goulley Philippe, Domaine Gueguen Frédéric, Domaine Hamelin, Maison Lamblin et fils, Domaine Lavantureux Gérald, Domaine des Marronniers, Domaine de Marsoif, Domaine Mathias Alain, Domaine Mauperthuis, Domaine Millet, Domaine Moreau Louis, Domaine Mosnier Sylvain, Domaine Charly Nicolle, Domaine de Noelle, Pascal Bouchard, Maison Regnard, Domaine Savary Olivier et Francine, Domaine Servin, Maison Simonnet-Febvre, Domaine Testut Frères, Domaine Tremblay Gérard, Domaine des Vins Vieux, Domaine Vocoret et Fils, Domaine Vrignaud, Domaine William Fevre.